# Abdallah Fili
Abdallah Fili est un enseignant chercheur en histoire et archéologie médiévales au Maroc. 

## Biographie
Il est né à Massa le 4 novembre 1970 dans les environs de la ville d'Agadir au sud ouest marocain. Il a fait ses études primaires dans son village avant de finir ses études secondaires au Lycée Youssef Ibn Tachfin à Agadir où il a obtenu le bac en lettres modernes bilingue en 1990. L'année suivante il a réussi le concours de l'Institut National des Sciences de l'Archéologie et du patrimoine à Rabat. Il en est sorti major de la 5e promotion en 1994. Son mémoire porte sur l'étude de la céramique islamique de la ville de Fès. 
L'année suivante il a obtenu une bourse du gouvernement français pour préparer un doctorat à l'université de Lyon sous la direction de Pierre Guichard et André Bazzana. En 1996 il a soutenu son DEA sur l'état des recherches sur la céramique islamique au Maroc. Sa thèse de doctorat porte sur une approche Des textes aux tessons, la céramique médiévales au Maroc d'après le corpus mérinide de Fès.
En 2003 il a intégré l'Université d'El-Jadida en tant que Professeur. Il est chargé de l'enseignement d'histoire et de l'archéologie du Maroc.

## Travaux
Il a participé à plusieurs projets de fouilles et de recherches archéologiques à Sijilmasa, à Fès, Volubilis, à El-Jadida, à Aghmat, à Igîlîz des Hargha, à Safi (Maroc), à Azemmour. Il a découvert en 2004 avec Jean-Pierre Van Staevel (Professeur à la Sorbonne) le lieu de naissance du Mahdi almohade Ibn Toumert. Ils préparent avec Ahmed Ettahiri de l'INSAP de Rabat la fouille de ce site prestigieux à partir de l'automne 2009.

## Œuvres

### Fili Abdallah
- 2000	"La céramique de la madrasa al-Bu'inâniyya de Fès", Cerámica nazarí y mariní, Transfretana (Revista del Instituto de Estudios Ceuties), 4, p. 259-290.
- 2003a	"Les valeurs symbolique et médicale de la céramique d'après les textes arabes médiévaux", Arqueologia Medieval, 8, p. 99-107.
- 2003b	"Quelques aspects de la céramique médiévale d'après les textes arabes médiévaux", III jornadas de la cerâmica medieval e pós-medieval, Tondela, p. 391-406.
- 2003c	"Les formes de propriété des ateliers de potiers à Fès d'après les archives de habous de l'époque alaouite (XVIIe siècle-XIXe siècles)", VIIe congrès sur la céramique médiévale en Méditerranée, Thessalonique, p. 613-620.
- 2004-05 "La céramique médiévale du Maroc, état de la question", Caetaria, 4, Algeciras, p. 231-246.
- 2005 "La céramique islamique au Maroc : esquisse de bilan et perspectives de recherche", La recherche historique, 3, p. 25-52.
- 2008	"La céramique islamique au Maroc", Marrocos, Catalogue d'exposition, fundation Armando Alvares Penteado, 31 mars – 22 juin 2008, Sao Paolo, Museo de Arte Brasiliera, p. 58-71.

### Fili Abdallah; Messier Ronald
- 2002 "La ville caravanière de Sijilmasa du mythe historique à la réalité archéologique", La ciudad en al-Andalus y en el-Maghreb, Algeciras, p. 501-510.
- 2003 "La céramique médiévale de Sijilmasa", VIIe congrès sur la céramique médiévale en Méditerranée, Thessalonique, p. 689-690.

### Fili Abdallah; Rhondali Ahlam
- 2003 "L'organisation des activités polluantes dans la ville islamique : l'exemple des ateliers de potiers", La ciudad en al-Andalus y en el-Maghreb, Algeciras, p. 657-672.

### Fili, Abdallah; Thévenet Laetitia
- 2004 "La mobilité des potiers au Maroc d'après les textes arabes du XIIIe au XIXe siècle", Revue de la faculté des lettres et des sciences humains d'El Jadida, 8-9, p. 147-161.

### Abdallah Fili; Yassir Benhima
- 2005 "La culture matérielle du Maroc, processus d'évolution et perspectives de recherche", Marrocan history, Defining new Filds and Approaches, Akhawayn University, p. 38-50.

### Fili, Abdallah; Van Staëvel
- 2006 "Wa wasalnâ 'alâ barakat Allâh ilâ Igîlîz" : à propos de la localisation d'Igîlîz-des-Hargha, le hisn du Mahdi Ibn Tumart", Al-Qantata, XXXVII, p. 153-194.

### Abdallah Fili; Elizabeth Fentress
- 2008 "Book reviews de Fouilles de la Ràbita di Guardamar I: El ribât califal. Excavaciones e investigaciones (1984-1992), Édition Rafael Azuar Ruiz, Collection de la Casa de Velàzquez, 85, Madrid, 2004", Early Medieval Europ, 16 (2), Oxford, p. 232-235.